# Anseba (Fluss)
Der Anseba (Tigrinya ኣንሰባ, auch Anseba Shet') ist ein saisonaler Fluss in Eritrea. Die Verwaltungseinheit Anseba, die er durchfließt, wurde nach dem Fluss benannt.

## Geografie
Der Anseba entspringt an den Nordwest-Hängen des zentralen Hochlands von Eritrea, in der Maekel-Region nahe der Hauptstadt Asmara. Er fließt nach Norden und vereinigt sich kurz vor der Grenze zum Sudan mit dem Barka, der weiter nördlich im Sudan in das Rote Meer mündet.

## Hydrologie
Der Fluss fließt nur wenige Monate im Jahr. Nur während der Regenzeit in den Sommermonaten erreicht er überhaupt die Mündung.